# Michèle Marcotte
Michèle Marcotte, est une pionnière dans le secteur de la recherche sur la transformation des aliments. À titre de chercheuse pour Agriculture et Agroalimentaire Canada (AAC), elle a mis au point une nouvelle méthode 
appelée « déshydratation osmotique » pour déshydrater les fruits, qui peut aussi être utilisée avec les légumes, la viande et le poisson. Sa collaboration avec le secteur privé a mené à la conception, à la mise au point, à 
l’installation et au lancement d’une chaîne de production de canneberges séchées, qui est faite sur mesure et unique au monde. Ses recherches ont été reconnues par de nombreux prix, y compris de la part de la Société canadienne de génie agroalimentaire et de bioingénierie. Michèle Marcotte est directrice du Centre de recherche et de développement d’Ottawa, situé sur la Ferme expérimentale centrale du Canada.

## Biographie
Michèle Marcotte a obtenu un baccalauréat en génie chimique de l’Université Laval en 1985. Après avoir terminé une maîtrise en génie des aliments à l’Université de l’Alberta en 1988, elle a commencé sa carrière à Agriculture et Agroalimentaire Canada (AAC) en tant qu’ingénieure professionnelle au Centre de recherche et de développement sur les aliments situé à St Hyacinthe, au Québec.  En 1999, Michèle Marcotte a obtenu son doctorat en transformation des aliments de l’Université McGill, où elle a étudié le processus de chauffage ohmique des liquides visqueux.  

## Carrière
Michèle Marcotte travaille à Agriculture et Agroalimentaire Canada à titre de chef de la section des technologies de conservation des aliments; de chercheuse en transformation et en génie des aliments; et de conseillère auprès du directeur général du Programme scientifique national sur la qualité et la salubrité des aliments. Ci-dessous, certains de ses intérêts dans le cadre de ses recherches :
- Mise au point d’outils pour la caractérisation des propriétés thermophysiques[2];
- Utilisation de la modélisation et de l’optimisation pour décrire l’évolution de la qualité et de la salubrité des produits lors de leur transformation[3];
- Mise au point et optimisation de nouveaux procédés thermiques et de nouveaux procédés de déshydratation néothermique[2].

Dans le cadre du programme des Partenaires fédéraux en transfert de technologie, Michèle Marcotte et son équipe du Centre de développement ont collaboré avec Atoka Cranberries pour mettre au point un procédé de séchage des 
canneberges unique en deux étapes, qui a été commercialisé et adopté au Québec.  L’innovation tient à l’utilisation de l’osmose, un procédé naturel, pour déshydrater partiellement le fruit et le rendre plus sucré et plus savoureux. Cette méthode peut aussi être utilisée avec d’autres fruits, des légumes, la viande et le poisson. Elle a aussi travaillé sur un prototype de four pour l’optimisation de la cuisson et sur un logiciel permettant d’établir un 
cycle de cuisson-refroidissement pour les produits de viande.
De 2006 à 2007, Elle a été présidente de l’Institut canadien de science et de technologie alimentaire. En 2009, elle est devenue directrice scientifique du Centre de recherches de l’Est sur les céréales et les  oléagineux (devenu le Centre de recherche et de développement d’Ottawa), situé à Ottawa, en Ontario; elle y était chargée de la recherche sur les aliments et la santé.  Elle représente le Canada au sein de l’ International Association of Engineering and Food (IAEF) et de l’Union internationale de science et de technologie alimentaires (IUFoST).[réf. nécessaire]
Michèle Marcotte a aussi supervisé de nombreux étudiants coop et de cycles supérieurs dans son laboratoire et est l’auteure de plus de 60 articles évalués par des pairs, de 120 articles de conférence et de 45 rapports de recherche.

## Prix et distinctions honorifiques
- Prix AgCellence d’Agriculture et Agroalimentaire Canada (Innovation) en 1998;
- Deux Prix innovation André-Latour (1999-2000) de la Fondation INITIA;
- Le Prix d’excellence du Conseil du Trésor de la fonction publique du Canada en 2000;
- Le prix des Partenaires fédéraux en transfert de technologie en 2003, un prix remis par Industrie Canada pour son succès dans la mise au point, la construction, l’installation et le lancement d’un mécanisme de production pour améliorer le procédé de séchage des canneberges;
- Prix d’excellence en recherche de la Fondation du gouverneur d’Agriculture et Agroalimentaire Canada en 2004;
- En février 2009, l’Ordre des ingénieurs du Québec a publié un article vedette dans son magazine mensuel sur le rôle de l’ingénierie dans la salubrité des aliments.
- Prix John Clark de la Société canadienne de génie agroalimentaire et de bioingénierie (SCGAB) en 2010;
- Prix de reconnaissance de la Direction générale de la recherche d’Agriculture et Agroalimentaire Canada à l’occasion du 125e anniversaire, pour sa contribution dans le secteur de la transformation et du génie des aliments en 2011;
- Prix W.J. Eva de l’Institut canadien de science et de technologie alimentaire pour sa contribution exceptionnelle dans le secteur de l’ingénierie appliquée aux systèmes alimentaires, pour ses activités de recherche, de formation et de gestion en 2012.